# Collapse into Now
Collapse into Now ist das 15. und letzte Studioalbum der US-amerikanischen Rockband R.E.M. Es erschien am 7. März 2011 in Europa und ist der Nachfolger des 2008 veröffentlichten Accelerate.

## Titelliste
Die Lieder wurden von Michael Stipe, Peter Buck und Mike Mills geschrieben. Bei Oh My Heart wirkte Scott McCaughey, bei Blue Patti Smith mit.
1. Discoverer – 3:31
2. All the Best – 2:48
3. Überlin – 4:15
4. Oh My Heart (R.E.M. und Scott McCaughey) – 3:21
5. It Happened Today – 3:49
6. Every Day Is Yours to Win – 3:26
7. Mine Smell Like Honey – 3:13
8. Walk It Back – 3:24
9. Alligator_Aviator_Autopilot_Antimatter – 2:45
10. That Someone Is You – 1:44
11. Me, Marlon Brando, Marlon Brando and I – 3:03
12. Blue (R.E.M. und Patti Smith) – 5:46

## Musikstil
Laut dem Bassisten Mike Mills ist der Musikstil des Albums im Vergleich zum Vorgänger Accelerate breiter gefächert: „There are some really slow, beautiful songs; there are some nice, mid-tempo ones; and then there are three or four rockers.“ („Es gibt einige richtig langsame, schöne Songs, es gibt ein paar nette mittlerer Geschwindigkeit; und dann gibt es noch drei oder vier Rocksongs.“)

## Produktion
Das Album wurde in Berlin, Nashville, New Orleans und in Portland (Oregon) aufgenommen. Als Gaststars wirkten Patti Smith, Lenny Kaye, Eddie Vedder (Pearl Jam), Peaches und Joel Gibb mit. Um das Album zu bewerben, wurden zwölf Musikvideos veröffentlicht, bei denen als Gäste Jim Herbert und James Franco auftraten.
Im Musikvideo für Überlin spielt Aaron Johnson die Hauptrolle.

## Rezeption
Für Ulf Kubanke von laut.de ist Collapse into Now „ein mächtiger Befreiungsschlag aus dem Sumpf gepflegter Langeweile. Endlich sind R.E.M. zurück, wo sie künstlerisch hingehören: An der Spitze.“ Matthias Reichel von cdstarts.de meinte, dass Collapse into Now „auf höchstem Niveau“ präsentiert wurde. „Die Songs sind abwechslungsreich, in sich stimmig und atmosphärisch dicht miteinander verwoben.“ Bei Metacritic erreichte das Album eine Wertung von 73 Prozent, basierend auf 29 Reviews.

## Charts und Chartplatzierungen

### Album
| ChartsChartplatzierungen       | Höchstplatzierung | Wochen |
| ------------------------------ | ----------------- | ------ |
| Deutschland (GfK)              | 1 (13 Wo.)        | 13     |
| Österreich (Ö3)                | 2 (10 Wo.)        | 10     |
| Schweiz (IFPI)                 | 1 (12 Wo.)        | 12     |
| Vereinigtes Königreich (OCC)   | 5 (7 Wo.)         | 7      |
| Vereinigte Staaten (Billboard) | 5 (7 Wo.)         | 7      |

### Singles
| ChartsChartplatzierungen | Höchstplatzierung | Wochen |
| ------------------------ | ----------------- | ------ |
| Deutschland (GfK)        | 46 (2 Wo.)        | 2      |
| Österreich (Ö3)          | 47 (1 Wo.)        | 1      |
| Schweiz (IFPI)           | 60 (2 Wo.)        | 2      |